# Hansjörg Hirschbühl
Hansjörg Hirschbühl (21 maggio 1937) è un bobbista svizzero.

## Biografia
Ai campionati mondiali vinse una medaglia di bronzo nel 1960, nel bob a quattro con Max Angst, Gottfried Kottmann e René Kuhl